# Johann Gottlieb Bleidorn
Johann Gottlieb Bleidorn (* 1749 in Langenschwarz im Kreis Hünfeld in Hessen; † 5. März 1792 in Weimar) war von 1774 bis 1784 Pächter des sog. Welschen Garten, der umgestaltet in den Park an der Ilm einbezogen wurde.
Bleidorn erhielt diesen zur Pacht mit der Auflage, die sog. Schnecke und die Alleen zu pflegen. Das tat der ab 1776 zum Hofgärtner ernannte Bleidorn auch. Bleidorn zahlte den Angaben von Wolfgang Huschke zufolge 50 Taler Pacht. Diese beiden Konditionen, die Zahlung der Pacht und die Instandhaltung der Alleen und die der sog. Schnecke, waren für die herzögliche Kammer sehr günstig. 1784 wurde der Pachtvertrag dem Hofgärtner mit dem Hinweis gekündigt, dass der Welsche Garten dem Park angegliedert werden sollte. Die Pflege dieses Bereiches oblag ihm aber weiterhin. Bleidorn sollte einer im Jahr 1788 von Carl August verfassten Instruktion zufolge die im westlichen Teil befindliche Parkgärtnerei einschließlich der Gewächshäuser bewirtschaften und eine Baumschule einrichten. Er war dem Hofgärtner Carl Heinrich Gentzsch direkt unterstellt.

## Varia
Im Haus des Hofgärtners Bleidorn in dessen Küche ereignete sich am 11. Februar 1781 ein Kindsmord, verübt von seiner Dienstmagd Dorothea Altwein.